# Marion Hellmann
Marion Hellmann, bis Juni 1993 Marion Goldkamp (* 6. April 1967 in Linnich), ist eine ehemalige Leichtathletin, die sich auf den Hochsprung spezialisiert hatte.

## Sportliche Karriere
Marion Goldkamp begann bei DJK Arminia Ibbenbüren und war von 1987 bis 1989 beim ASV Köln. Ab 1992 startete sie für Bayer Leverkusen. Ihre beste Platzierung bei Deutschen Freiluft-Meisterschaften gelang Marion Hellmann 1994 in Erfurt, als sie Zweite hinter Heike Balck wurde. In der Halle wurde sie 1992 und 1993 Zweite hinter ihrer Vereinskollegin Heike Henkel, 1994 in Dortmund gewann Hellmann den Meistertitel. Ihre Bestleistung von 1,94 Meter sprang sie als Marion Goldkamp am 28. Mai 1992 in Ahlen.
Hellmann-Goldkamp trat von 1988 bis 1994 bei neun Meisterschaften und Länderkämpfen im Nationaltrikot an. Ende Februar 1992 bei den Halleneuropameisterschaften in Genua gewann Heike Henkel vor der Bulgarin Stefka Kostadinowa. Sechs Springerinnen erreichten gemeinsam den fünften Platz mit 1,88 Meter übersprungener Höhe ohne Fehlversuch, darunter Marion Goldkamp und die dritte Deutsche Birgit Kähler. Im August 1992 bei den Olympischen Spielen in Barcelona traten Heike Henkel, Birgit Kähler und Marion Goldkamp für Deutschland an. Goldkamp schied bereits in der Qualifikation aus. Kähler belegte den elften Platz und Heike Henkel gewann die Goldmedaille. 1993 bei den Hallenweltmeisterschaften in Toronto erreichte Goldkamp das Finale und belegte den zwölften Platz. Ein Jahr später wurde sie nun als Marion Hellmann Zehnte bei den Halleneuropameisterschaften in Paris-Bercy.
1989 wurde Marion Goldkamp Fünfte bei der Universiade in Duisburg, vier Jahre später wurde sie als Marion Hellmann Neunte der Universiade in Buffalo.